# Утворення, збір і очищення біогазу
Утворення, збір і очищення біогазу

Технологічна схема отримання і використання біогазу

Продукти життєдіяльності людини (відходи) видаляються через каналізаційну систему міста й у вигляді твердого сміття та вивозяться на звалища. У великих містах каналізаційні стоки збираються й обробляються в спеціальних відстійниках — аеротенках, у котрі подається повітря. При цьому відбувається окиснення органічних речовин, які відкладаються на дно і потім вивозяться на поля у вигляді добрива. Очищена вода також подається на поля для зрошення або скидається в річки.
Частина каналізаційних стоків подається в метантенки, що являють собою герметичні посудини великої ємності. У метантенках без доступу кисню спеціально вирощені мікроорганізми (бактерії) за певних температурних умов переробляють органічні речовини з виділенням метану та діоксиду вуглецю (вуглекислоти). Отриманий біогаз можна використовувати як паливо. Тверді побутові відходи складуються за межами міст у природних заглибленнях чи на спеціально підготовлених майданчиках (полігонах), які можуть займати територію в декілька гектарів. При закритті сміттєзвалища його територія засипається землею, вкривається спеціальною плівкою і покривається глинистим ґрунтом для виключення неприємних запахів.
Через п'ять років у шарі звалища утворюються колонії мікроорганізмів та починає інтенсивно виділятися біогаз. Тому з поверхні полігону бурять свердловини на всю глибину звалища і збирають газ у колектори для використання або спалювання на факелі. Виділення біогазу може тривати 25 років.
На одному зі звалищ міст США пробурено 60 свердловин, з яких видобувається 4000 кубічних метрів біогазу за годину. Газ спалюється на факелі.
Природні процеси отримання газу метану можна значно прискорити, використовуючи нові технології. Більш докладно розглянемо процеси, що відбуваються в метантенках. Анаеробна обробка вмісту метантенка здійснюється шляхом біохімічного розкладання органічних матеріалів за відсутності кисню.
Як вважають учені, розкладання органіки відбувається в чотири стадії, і на кожній з них працює певний вид бактерій. Перша група відповідає за розчинення і гідроліз органіки. Друга діє на розчинені продукти, перетворюючи їх на більш прості органічні продукти. Третя продовжує руйнування з утворенням оцтової, масляної, пропіонової, валер'янової й інших кислот. Четверта група складається з метаногенних бактерій, які утворюють метан, вуглекислий газ, водень тощо за рахунок раніше отриманого іншими бактеріями живильного середовища. Швидкість і ефективність зазначених мікробіологічних процесів залежать від багатьох чинників: температури 30 — 35 чи 52 — 57 оС, кислотності (рН 6,6 — 7,6), швидкості подачі живлення, ступеня перемішування та ін. Тому великі метантенки обладнуються системами обігріву (рис.), перемішування, контролю рН, рекуперації тепла збродженого продукту, а сам метантенк покривається шаром теплоізоляції. Для підтримки теплового режиму метантенка витрачається від 20 до 50 % виробленого біогазу залежно від температури навколишнього середовища. Сировиною для метантенків служать найчастіше відходи тваринництва та птахівництва і відходи сільськогосподарського виробництва (солома, гичка), спиртового виробництва (барда) й ін. За розрахунками, в Україні щорічно утворюється більше 120 млн тонн органічних відходів на суху масу, кожна тонна яких може дати від 300 до 800 м3 біогазу. Переробка всієї кількості відходів може дати від 36 до 75 млрд м3 біогазу або в перерахунку на метан від 20 до 45 млрд м3 на рік.
Отже, біогаз утворюється в результаті мікробіологічного синтезу органічних речовин. Усього у світі нині використовується близько 60 різновидів технологій отримання біогазу. Найбільш поширений метод — анаеробне зброджування в метатанках, або анаеробних колонах. Частина енергії, що одержується в результаті утилізації біогазу, направляється на підтримку процесу (взимку до 15 — 20 %). У країнах з жарким кліматом немає необхідності підігрівати метантанк. Бактерії переробляють біомасу в метан при температурі від 25 до 70 °С. Для зброджування деяких видів сировини в чистому вигляді потрібна особлива двостадійна технологія. Отримання біогазу економічно виправдане при переробці постійного потоку відходів, наприклад на тваринницьких фермах.
Технологією збору біогазу передбачено його компримування, охолодження й очищення. Для технологічних потреб енергокомплексу використовується тепло відпрацьованих газів двигунів і тепло системи охолодження двигунів.
Майже при кожній великій біогазовій установці встановлений та цілодобово функціонує поршневий двигун — генератор електричної і теплової енергії. Такий пристрій називається когенератором. Він складається з двигуна, з'єднаного з ним 3-фазного електрогенератора з напругою 400 (380) В та частотою 50 Гц, пристроїв для знімання теплової енергії із системи охолодження двигуна і вихлопних газів та нагріву теплоносія для використання в зовнішніх споживачах тепла, блока автоматики. Існують модифікації таких генераторів, що працюють на різних видах горючих газів: природному газі, біогазі, піролізному газі, шахтному метані, вугільному синтез-газі й т. п.
Переваги біогазових установок:
– середній час експлуатації однієї свердловини складає 15 років;
– орієнтовний термін окупності проекту складає 4 — 5 років;
– незалежність у сфері енергоносіїв і енергозабезпечення;
– економія коштів за рахунок переходу на свій біогаз;
– замість звичайної утилізації органічних відходів виробляється енергія, та використовуються поживні речовини;
– поліпшення екології підприємства, на якому реалізується проект;
– отримання додаткового доходу за рахунок виробництва «зеленої» енергії й зниження рівня шкідливих викидів в атмосферу (економія на податках);
– перероблені відходи тваринництва є більш ефективними як добриво порівняно з неферментованими;
– підвищення рівня екологічної безпеки навколишнього середовища та підтримка захисту клімату;
– виробництво екологічно безпечної енергії — додатковий спосіб фінансування.